# Hernando Contreras
Hernando de Contreras y Peñalosa fue un conquistador y aventurero español. Luego de juntar algunos galeones y un puñado de hombres, intentó secesionarse de España y autoproclamarse "Príncipe de Cuzco y Capitán General de la Libertad".

## Antecedentes
En 1534, ostentaba la gobernación de Nicaragua, Rodrigo de Contreras y La Hoz, casado con doña María de Peñalosa, hija de Pedrarias Dávila, el anterior gobernador. Contreras heredó los cuantiosos bienes de su suegro, lo que le convertía en el más poderoso personaje de la América Central. Pero también heredó los odios que había contraído el viejo gobernador lo que se tradujo en una continua lucha contra sus vecinos.
En su exploraciones, fue a enfrentarse con fray Bartolomé de las Casas y obligado por éste, tuvo que emprender viaje a España para aclarar las acusaciones que contra él se hacían. En este tiempo se publicaron las nuevas leyes que le privaban de la gobernación.
De vuelta de España coincidió en Panamá con el virrey Blasco Núñez de Vela al cual pronosticó una catástrofe si se atrevía a aplicar las nuevas leyes en aquel reino -el Perú-, :"porque los (conquistadores y colonos castellanos) que viven allí no son de baja suerte, ni gente soez, sino todos los más hidalgos y vienen de padres magníficos."
A pesar de su discurso "comunero", Contreras sirvió fielmente al emperador y a él se debió que los pizarristas no invadieran Nicaragua. Pero el gobernador Contreras encontró un temible enemigo en la persona de fray Antonio de Valdivieso obispo de Nicaragua y Costa Rica, que acabó por deponerlo.
Contreras para justificarse de los cargos que contra él efectuaba el obispo, se embarcó para España, dejando en Granada de Nicaragua a su esposa doña Marila y a sus hijos Hernando y Pedro, mozos de bien probado valor. En casa de los Contreras vinieron e refugiarse compañeros del ajusticiado Gonzalo Pizarro, entre ellos Juan Bermejo, hombre de pésimos antecedentes y experto en las cosas de la guerra.

## La expedición
Estos desterrados convencieron a Hernando de Contreras para que se hiciese Príncipe del Perú, creando su propio imperio. Y así, el 26 de febrero de 1550, Hernando de Contreras y sus secuaces asesinaron al Obispo de Nicaragua y Costa Rica fray Antonio de Valdivieso y Hernando tomó el título de "Príncipe de Cuzco y Capitán General de La Libertad".
El 21 de abril de 1550, el Ejército de La Libertad tomó Panamá, haciéndose dueño de las inmensas riquezas acumuladas en la ciudad. Todo este complejo entramado, desencadenó el levantamiento de los vecinos de Panamá contra Contreras y los suyos y su victoria sobre el ejército de Juan Bermejo.
Hernando de Contreras huyó a través de la selva y murió, se dijo, devorado por un caimán. De su hermano Pedro, que también huyó, jamás volvió a saberse, suponiéndose que murió también.